# Тодірень (комуна)
Тодірень, Тодірені (рум. Todireni) — комуна у повіті Ботошані в Румунії. До складу комуни входять такі села (дані про населення за 2002 рік):
- Гирбешть (131 особа)
- Тодірень (2105 осіб)
- Флорешть (41 особа)
- Чернешть (724 особи)
- Юрешть (611 осіб)

Комуна розташована на відстані 362 км на північ від Бухареста, 36 км на південний схід від Ботошань, 62 км на північний захід від Ясс.

## Населення
За даними перепису населення 2002 року у комуні проживали 3612 осіб.
Національний склад населення комуни:
| Національність | Кількість осіб | Відсоток |
| -------------- | -------------- | -------- |
| румуни         | 3556           | 98,4%    |
| цигани         | 55             | 1,5%     |
| угорці         | 1              | < 0,1%   |

Рідною мовою назвали:
| Мова      | Кількість осіб | Відсоток |
| --------- | -------------- | -------- |
| румунська | 3556           | 98,4%    |
| циганська | 55             | 1,5%     |
| угорська  | 1              | < 0,1%   |

Склад населення комуни за віросповіданням:
| Релігія       | Кількість осіб | Відсоток |
| ------------- | -------------- | -------- |
| православні   | 3391           | 93,9%    |
| п'ятдесятники | 218            | 6,0%     |
| баптисти      | 2              | 0,1%     |
| реформати     | 1              | < 0,1%   |